# Parachutale
 (janvier 2012).
Si vous disposez d'ouvrages ou d'articles de référence ou si vous connaissez des sites web de qualité traitant du thème abordé ici, merci de compléter l'article en donnant les références utiles à sa vérifiabilité et en les liant à la section « Notes et références ».
La parachutale est une phase, hors du domaine de vol, où un parapente conserve pour l'essentiel sa forme, mais où les filets d'air ne suivent plus son profil. Il en résulte une vitesse horizontale nulle et un taux de chute important.
Les parapentes modernes sont rarement stables dans cette phase, et reprennent la phase de vol après quelques secondes.
Pour provoquer une parachutale, le pilote peut tirer et maintenir les élévateurs B (cf faire les B).